# 聖喬治島 (佛羅里達州)
聖喬治島（英語：St. George Island）是位於美國佛羅里達州富蘭克林縣的一個人口普查指定地區。

## 地理
聖喬治島的座標為29°39′32″N 84°52′41″W / 29.65889°N 84.87806°W，而該地最高點為海拔高度3米（即10英尺）。

## 人口
根據2010年美國人口普查的數據，聖喬治島的面積為4.9平方千米，均爲陸地。當地共有人口740人，而人口密度為每平方千米151人。